# Aïr

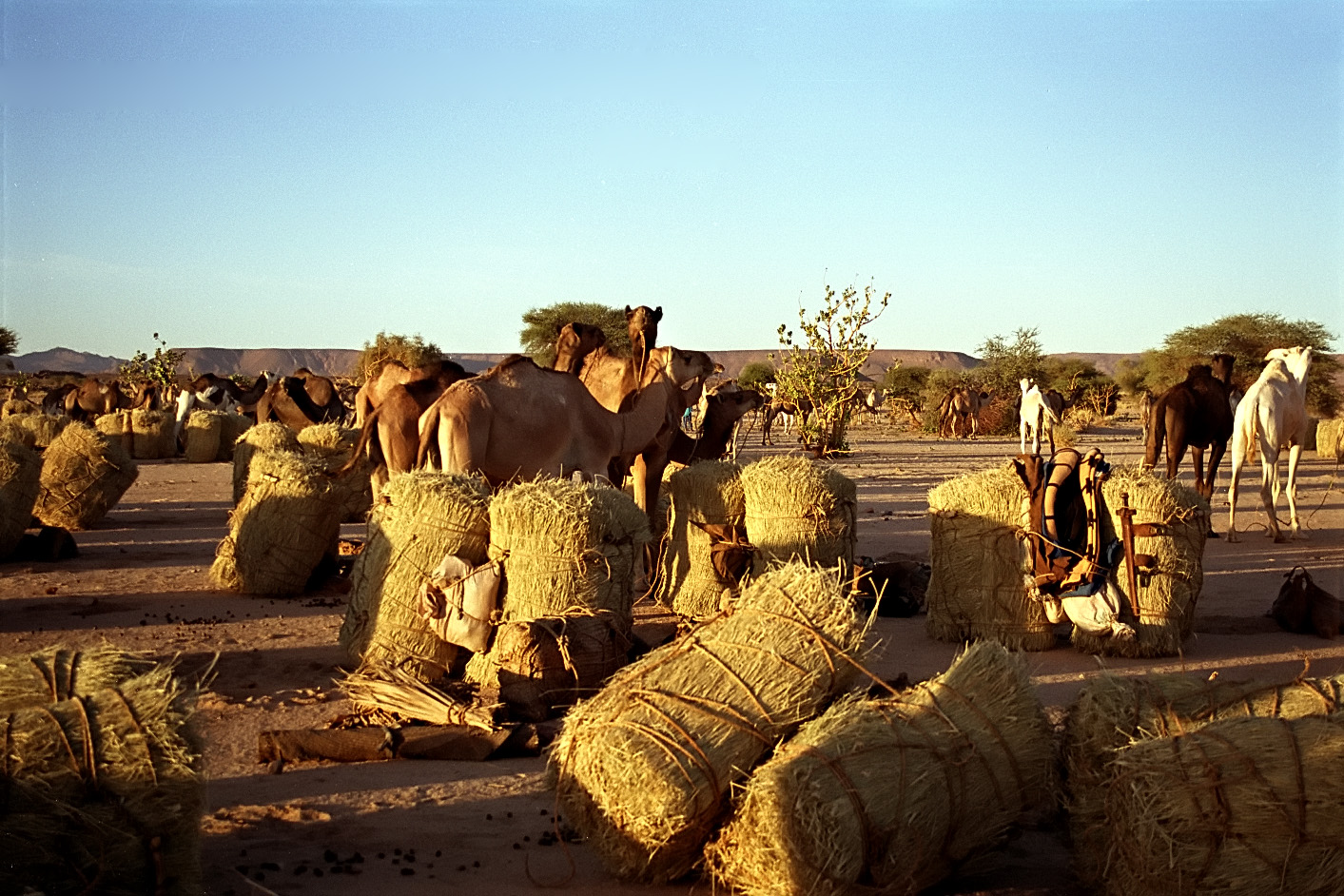
Salzkarawane im Aïr

Topographische Karte

Das Aïr [aˈiːr] (Tuareg ⴰⵢⵕ Aiṛ; Hausa: Abzin) ist ein Hochgebirge im zentralen Niger (Afrika). Es besteht aus einer Kette von Bergen, die sich in Nord-Süd-Richtung bis zu 1500 Meter aus der östlich gelegenen Sandwüste Ténéré erheben. Höchster Berg ist mit 2022 m der im südlichen Teil gelegene Idoukal-n-Taghès (auch Mont Bagzane genannt). Der Nordostwind weht im Schatten der Berge den Sand zu bis zu 400 m hohen Dünen auf. Vor allem auf der Westseite zerklüften zahlreiche Wadis die Berge.
Es besitzt einige Oasen mit sesshaften Tuareg, vornehmlich Kel Ewey, die von Garten- und Weidewirtschaft leben. Das dafür notwendige Grundwasser wird mit Brunnen gefördert. Regenfeldbau hingegen ist nicht möglich. Die Weidewirtschaft konzentriert sich auf Kamele und Ziegen, da sie baumäsend sind. Die berühmtesten Oasen sind Timia, eine Bergoase, Iferouane und Tabelot. Die Wirtschaft der Kel Ewey-Tuareg ist geprägt vom Dreieckshandel zwischen dem Aïr, Bilma und Kano in Nigeria. An den westlichen Ausläufern liegen die Uranminen von Arlit.
Der nördliche Teil des Aïr-Gebirges gehört zusammen mit dem nordöstlichen Abschnitt der Wüste Ténéré seit 1991 zum Weltnaturerbe der UNESCO. Das Aïr und Ténéré Naturreservat ist mit 77.000 km² das größte Schutzgebiet Afrikas.
Die Bergregion bildet eine Sahel-Enklave mitten in der Sahara und den nördlichsten Punkt, in dem nach Durchqueren der Wüste in größerem Umfang Vegetation anzutreffen ist. Vorherrschende Bäume sind Zahnbürsten- und Anabäume, Kapernstrauchgewächse (Maerua Crassifolia), Wüstendatteln, Doumpalmen, Boscia-senegalensis-Büsche, Acaciae und Oscher. Sie gedeihen an den Rändern von Flusstälern, die gelegentlich Wasser führen, sofern es am Oberlauf geregnet hat. Selbst mediterrane Pflanzen können sich in den höheren Lagen halten. Aufgrund der abgelegenen Lage finden sich dort auch die Wildformen einer Reihe wichtiger Kulturpflanzen, etwa wilde Oliven, Perlhirse und Sorghum. Die Tierwelt ist mit 40 Säugetier-, 165 Vogel- und 18 Reptilienarten vielfältig. Ende der 1980er Jahre wurden fünf gefährdete Tierarten beobachtet: Dama- und Dorkasgazelle, Mähnenspringer, Mendesantilope und Afrikanischer Strauß. Durch die Jagd sind sie massiv in ihrem Bestand bedroht. Nachdem die Zahl der Mendesantilopen zeitweilig bis auf 15 Tiere zurückgegangen war, wurden zuletzt wieder über hundert Tiere beobachtet. Strauße mussten durch die Auswilderung von Zuchttieren erst wieder angesiedelt werden.
Seit den Aufständen der Tuareg 1992 steht das Gebiet auf der Roten Liste des gefährdeten Welterbes. Die verschiedenen politischen Umbrüche in Niger und der Eindruck des Welterbekomitees, die Regierung tue zu wenig gegen die Wilderei und zur Erhaltung des Schutzgebietes, haben eine Streichung von der Liste bisher verhindert.
Im Süden des Gebirges liegt das für die Paläoarchäologie bedeutende Ausgrabungsgebiet Gadoufaoua, der sogenannte Saurierfriedhof der Sahara.
Der Aïr ist der Schauplatz des 1927 erschienenen Abenteuerromans Au pays de la peur von Étienne de Riche.